# Heizkraftwerk Pforzheim

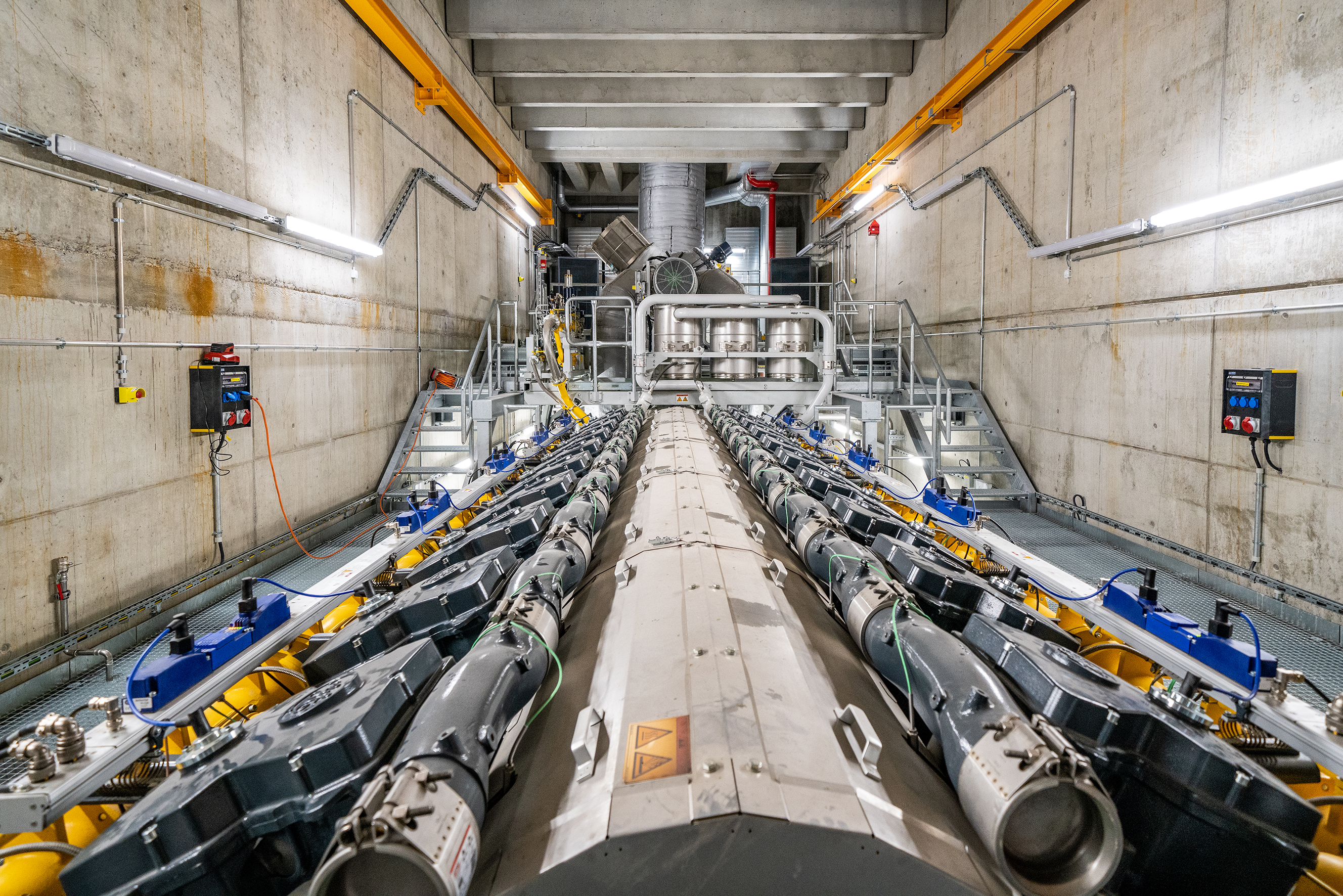
Einer von fünf Gasmotoren, die seit dem Jahr 2021 in Betrieb sind.

Das Heizkraftwerk Pforzheim ist ein Heizkraftwerk zur Erzeugung von Elektrizität und Fernwärme in Pforzheim.

## Geschichte
Im Jahr 1949 wurden im Zuge des Wiederaufbaus des Emma-Jaeger-Bades erste Ideen laut, die Erzeugung von Elektrizität und Wärme zu verbinden und sich anfallende Abwärme zunutze zu machen. Mit dem Beschluss des Gemeinderats vom 22. Mai 1953 wurden diese Überlegungen konkretisiert, im folgenden Oktober begann der erste Bauabschnitt. Drei Kessel zur Erzeugung von 22 t Dampf/h und eine Gegendruckturbine (600 kVA) erzeugten im Osten der Innenstadt Wärme und Strom, was die Nachfrage an Fernwärme steigen ließ. Im ersten Betriebsjahr (1954) wurden 1,5 Mio. kWh Strom erzeugt. Damit wurden die Anforderungen an die wirtschaftliche Entwicklung der Stadt und die Erschließung neuer Wohngebiete erfüllt und die Versorgungssicherheit gewährleistet.
In den Jahren 1964 bis 1967 wurde die Kraft-Wärme-Kopplung und der Gebäudekomplex weiter ausgebaut. Für zwei Hochdruckkessel (je 40 t/h), eine Entnahme-Kondensations-Dampfturbine (16 MWel), den Ausbau des Kessel- und Betriebsgebäudes und einen 100 Meter hohen Schornstein wurden rund 17 Mio. DM investiert. Neben Kohle und Schweröl als eingesetzte Primärenergien war damals bereits die Erdgasverfeuerung üblich. Mit der 1970 vollendeten dritten Turbine stieg die mögliche Leistung des HKW auf rund 33 MW – damit konnte der Strombedarf Pforzheims in diesem Jahr zu mehr als die Hälfte aus eigener Produktion gedeckt werden.
Ein Jahrzehnt nach dem letzten Ausbau, in den Jahren 1977–1980, folgten die nächsten Schritte: Eine Gas-Kombi-Anlage (23,2 MW), ein Abhitzekessel (75 t/h), eine weitere Dampfturbine (16,7 MW) und zwei Warmwasser-Wärmespeicher ergänzten das bestehende HKW – eine Investition in Höhe von rund 53 Mio. DM in die Energieerzeugung. Das HKW hatte seitdem eine Dampfleistung von 269 t/h und eine Stromerzeugungskapazität von 72,9 MW.
Im Jahr 1990 wurde der kohlebefeuerte Wirbelschichtblock mit Hochdruckkessel (90 t/h) und Dampfturbine (29,7 MW) fertig gestellt und das Kessel- und Betriebsgebäude weiter ausgebaut. 50.000 t Kohle kamen jährlich aus dem Saarland. Mit der neuen, effizienteren Anlage unterschritt das HKW die Grenzwerte von Schwefeldioxyd und Stickoxyd. Zeitgleich steigerte sich die Gesamtkapazität auf 212 MW Wärmeleistung und 102 MW elektrische Leistung. Die Ausgliederung des Heizkraftwerks wurde im Jahr 1998, bevor die gesamten Stadtwerke Pforzheim als GmbH aus den städtischen Betrieben ausgegliedert wurden, vollzogen. Dieser Schritt war weniger wirtschaftlichen Gründen geschuldet – wichtiger war es, einen oder mehrere Partner zu finden, die sich mit dem Betrieb von Großkraftwerken auskannten und ihr Wissen mit einbringen konnten. Dieser Partner wurde zunächst mit den EnBW, später auch mit der Thüga als langfristige Partnerin und Gesellschafterin gefunden. Die SWP lief parallel zu diesem Prozess bis zum Jahr 2002 als städtischer Eigenbetrieb weiter.
Mit dem Biomasseblock, der 2005 ans Netz ging, deckte das Biomassekraftwerk die Grundlast fast ausschließlich CO2-neutral aus biologischem Abfall, Altholz und Holzschnitzeln.
Ab 2018 startete die Planung für den nächsten Baufortschritt, der 2019 begann und 2021 einsatzbereit war. Mit einem Investitionsvolumen von etwa 75,5 Mio. Euro war es das kostenintensivste Projekt rund um das HKW: Die fünf neuen Gasmotoren (je 10 MWth/el) und der 32 MWth Spitzenlastkessel. Das Gasmotorenkraftwerk ergänzt nun den bereits bestehenden Biomasseblock im HKW. Mit einem Wirkungsgrad von 96 Prozent arbeiten die neuen Motoren effizienter als der frühere Kohleblock und sparen jährlich rund 35.000 Tonnen CO2 ein. Auch alle Grenzwerte wie zum Beispiel Stickoxid und Kohlenstoffmonoxid werden weit unterschritten. Im Frühjahr 2021 wurde der kohlebetriebene Wirbelschichtblock abgeschaltet.